# Tolimán (Querétaro)
Tolimán è una città dello stato di Querétaro, nel Messico centrale, capoluogo della omonima municipalità.
La popolazione della municipalità è di 23.963 abitanti e ha una estensione di 724,7 km².